# Luchtdoelraket

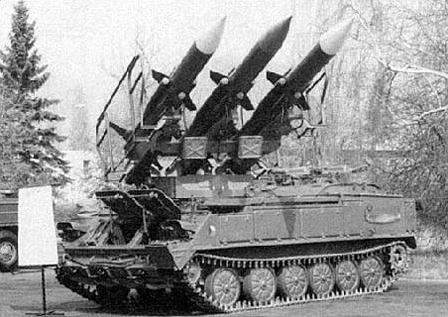
SA-6-luchtdoelraketten

Een luchtdoelraket is een, meestal geleid, wapen om vliegtuigen en raketten in de lucht uit te schakelen.
Naargelang het bereik onderscheidt men luchtdoelraketten voor lange, middellange en korte afstand. Raketten voor zeer korte afstand zijn soms draagbaar (Manpads, zoals de Stinger).
Een luchtdoelraket kan afgevuurd worden vanaf de grond of vanaf zee of vanaf een luchtvaartuig. In het laatste geval spreekt men van een lucht-luchtraket (Air-to-Air, AA). In de eerste gevallen van een grond-luchtraket (surface-to-Air, SA).

## Achtergrond
De ontwikkeling van geleide luchtdoelraketten begon al tijdens de Tweede Wereldoorlog, in het Bumblebee project van de Amerikaanse strijdkrachten. Al in de jaren vijftig nam de Amerikaanse marine een serie raketten (Tartar, Terrier en Talos) voor korte, middellange en lange afstand in gebruik. Het geloof in dit nieuwe wapen was zo rotsvast dat vanaf 1961 de Amerikaanse marine kruisers in dienst nam, waarvan de bewapening uitsluitend uit raketten bestond. De atoomkruiser Long Beach was de eerste van deze generatie.
Toen bij proefnemingen waarbij naar verluidt president Kennedy aanwezig was, achtereenvolgens drie projectielen hun doel misten, beval Kennedy alsnog snelvuurkanonnen aan boord van schepen te plaatsen.
Eveneens in de jaren vijftig voorzag de NAVO in de plaatsing van een verdedigingsgordel raketten van Noorwegen tot Turkije als verdediging tegen vliegtuigen van het Warschaupact. Hier namen de grote Nike Ajax en later de Nike-Hercules raketten een belangrijke plaats in. Om de effectiviteit en de afschrikking te verhogen werd later een aantal van de Nike Hercules raketten voorzien van een nucleaire lading. Naast de niet-mobiele Nike Hercules werd de mobiele HAWK op grote schaal in gebruik genomen. Later werd ook mede als vervanging van de Nike Hercules het Patriot systeem ingevoerd.

## Modern
Vrijwel alle luchtdoelraketten zijn tegenwoordig mobiel om de kwetsbaarheid tegen grond- en luchtaanvallen te verminderen. Geleiding gebeurt door middel van radar of door infrarood-energie.

### Radargeleiding
In het geval van radargeleiding beschikt men meestal over een netwerk van radars om hoogte, afstand, richting en snelheid te bepalen. Draaiende radarantennes maken steeds meer plaats voor vaste antennes, die, indien er meerdere van geplaatst worden, een volledig beeld van 360° geven.
Bij de radargeleiding worden meerdere methoden gebruikt:
1. Zo kan het doel geheel vanaf de grond (grondstation) of van het afvurende vliegtuig worden gevolgd en wordt de raket daarvandaan geleid of gestuurd.
2. Ook kan een doel vanaf de grond of het afvurende vliegtuig met een radar worden bestraald (in Engels jargon: illuminated) en richt de raket zich op het van het doel gereflecteerde radarsignaal. Dit is de zogenaamde 'passieve radar'.
3. En ten slotte kan een geheel radarsysteem in de raket zijn ingebouwd en is de raket daardoor zelf in staat het doel te volgen en zich ernaartoe te geleiden. Deze zogenaamde 'actieve radar' heeft als voordeel dat de radar van de lanceerinrichting na lancering uitgeschakeld kan worden en de lanceerinrichting zich kan verplaatsen om zo minder kwetsbaar te zijn voor een antiradarraket. Het nadeel is dat een batterij in de raket de energie voor de radar moet leveren, wat enkel voor een kort bereik mogelijk is.
4. Ook is een combinatie van deze methoden mogelijk, zoals een passieve radar in het eerste deel van het traject en actieve radar in het laatste deel van het traject.

### Infraroodgeleiding
In het geval van infraroodgeleiding richt de raket zich op de warmte-energie die in de vorm van infrarode straling wordt afgegeven door het doelwit (motor, uitlaatgassen, zonnereflectie). De luchtdoelraket kan van het doel worden afgeleid door een flare.

### Geleiding algemeen
Bij de besturing van een raket kan men kiezen om of de raket doorlopend te richten op het punt waar het doel zich bevindt (eenvoudige methode) of er kan voor gekozen worden om de raket te richten op het punt rekening houdend met de vliegbeweging (richting en snelheid) van het doel en de vluchttijd van de raket naar dat punt (complexe methode)

### Missile defense
In toenemende mate wint het onderscheppen van lange-afstand ballistische raketten aan belangstelling. De PAC-2 versie van de Patriot luchtdoelraket heette in staat te zijn de gevreesde Iraakse Scuds te kunnen onderscheppen, maar bleek tijdens de eerste Irak-oorlog weinig succesvol. Het onderscheppen van ballistische raketten is momenteel wel een van de belangrijke punten uit de Amerikaanse defensiestrategie. Met diverse landen (waaronder ook Nederland) wordt daarbij samengewerkt in het Theatre Ballistic Missile Defence project. Verder is er de Terminal High Altitude Area Defense (THAAD).

## Typen luchtdoelraketten
| Type       | Amerikaans                                        | Brits                                                                                 | Frans           | Italiaans |
| ---------- | ------------------------------------------------- | ------------------------------------------------------------------------------------- | --------------- | --------- |
| Vanaf zee  | Terrier Talos Tartar Standard missile Sea Sparrow | Sea Cat Sea Slug Sea Wolf Sea Dart                                                    | Masurca Crotale | Aspide    |
| Vanaf land | Chaparral HAWK Nike Ajax Nike-Hercules Patriot    | Thunderbird-raketsysteem Bristol Bloodhound-raketsysteem Tigercat Rapier raketsysteem | Roland Crotale  | Indigo    |
| Draagbaar  | Redeye Stinger                                    | Blowpipe Javelin                                                                      |                 |           |